# Herb Miasteczka Krajeńskiego
Herb Miasteczka Krajeńskiego – symbol miasta i gminy Miasteczko Krajeńskie w postaci herbu.

## Wygląd i symbolika
Herb przedstawia na tarczy dzielonej w słup w polu lewym błękitnym złotą podkowę barkiem w dół z krzyżem kawalerskim w jej środku, a na niej srebrnego jastrzębia ze złotym pierścieniem w dziobie, natomiast w polu prawym złoty pas z prawa w skos z trzema czerwonymi różami o dnie złotym i zielonych liściach, ponad pasem w polu błękitnym i pod nim w polu czerwonym dwa srebrne kozły, skaczące w prawo. Całość wieńczy dziewięciopałkowa złota korona, a w niej pomiędzy dwoma srebrnymi skrzydłami pół srebrnego kozła, zwróconego w prawo.
Herb jest połączeniem godeł z herbów szlacheckich: Jastrzębiec odmienny (pole lewe) i Szembek (pole prawe oraz korona) i nawiązuje do ostatnich właścicieli Miasteczka Krajeńskiego przed rozbiorami, rodu Szembeków.

## Historia

Wzór herbu, obowiązujący do 2022

Pierwszy historyczny herb Miasteczka Krajeńskiego nie zachował się. Najwcześniejsza znana wersja pochodzi z pieczęci miasta z lat 1787-1795 (w opisach błędnie uznawano lewe pole za nawiązanie do herbu Ślepowron). Oficjalnie został on zatwierdzony 9 maja 1939 zarządzeniem Ministerstwa Spraw Wewnętrznych, podpisanego przez Władysława Korsaka.
Po odtworzeniu gminy Miasteczko Krajeńskie w 1992 władze nie powróciły do przedwojennego wizerunku herbu, lecz ustanowiły nowy. Przedstawiał on ciemnobrązowy wóz Drzymały na białym tle, nawiązujący do faktu pochowania na cmentarzu w Miasteczku Krajeńskim Michała Drzymały.
W 2022, wraz z rozpoczęciem starań o odzyskanie praw miejskich przez Miasteczko Krajeńskie, władze gminy postanowiły uregulować kwestię herbu i ustalić nowy wzór, w nawiązaniu do historycznego wizerunku. W tym celu przeprowadzono konsultacje społeczne, w których wzięło udział 146 mieszkańców. 145 z nich zgodziło się na powrót do wizerunku z XVIII wieku. Po uzyskaniu pozytywnej opinii Komisji Heraldycznej, nowy wizerunek herbu został ustanowiony wraz ze statutem 16 grudnia 2022 i zaczął obowiązywać od 1 stycznia 2023.